# Jürgen Lillteicher
Jürgen Lillteicher (* 8. Mai 1968 in Enniger, Westfalen) ist ein deutscher Historiker, ehemaliger Leiter des Willy-Brandt-Hauses Lübeck und seit März 2018 Direktor des AlliiertenMuseums in Berlin.

## Werdegang
Lillteicher studierte von 1989 bis 1996 Mathematik und Geschichte an der Universität Freiburg und am Trinity College (Dublin). Nach dem Ersten Staatsexamen für das Höhere Lehramt war er wissenschaftlicher Mitarbeiter an der Universität Freiburg und promovierte im Jahr 2000 über „Die Rückerstattung jüdischen Eigentums in Westdeutschland nach dem Zweiten Weltkrieg. Eine Studie über Verfolgungserfahrung, Rechtsstaatlichkeit und Vergangenheitspolitik 1945–1971“.
Nach der Promotion war er Fellow der Charles H. Revson Foundation am Center for Advanced Holocaust Studies des United States Holocaust Memorial Museums in Washington, D.C. und wissenschaftlicher Assistent am Bucerius Institute for Research of Contemporary German History and Society an der Universität Haifa. Von 2003 bis 2006 war er Wissenschaftlicher Mitarbeiter und Kurator bei der Stiftung Denkmal für die ermordeten Juden Europas in Berlin und arbeitete an der Konzeption der Ausstellung „Was damals Recht war ... – Soldaten und Zivilisten vor Gerichten der Wehrmacht“ mit. 2006 war er Mitarbeiter des Simon-Dubnow-Instituts für jüdische Geschichte und Kultur an der Universität Leipzig.
Von 2007 bis 2018 war er Leiter des Willy-Brandt-Hauses Lübeck. Am 1. März 2018 übernahm er als Nachfolger von Gundula Bavendamm die Leitung des AlliiertenMuseums in Berlin-Dahlem.

## Publikationen

### Monographien
- Raub, Recht und Restitution. Die Rückerstattung jüdischen Eigentums in der frühen Bundesrepublik (= Moderne Zeit. Neue Forschungen zur Gesellschafts- und Kulturgeschichte des 19. und 20. Jahrhunderts, Bd. 15), Wallstein Verlag, Göttingen 2007, ISBN 978-3-8353-0134-4.
- Die Rückerstattung jüdischen Eigentums in Westdeutschland nach dem Zweiten Weltkrieg. Eine Studie über Verfolgungserfahrung, Rechtsstaatlichkeit und Vergangenheitspolitik 1945–1971. Dissertation, Universität Freiburg 2002, S. 114 ff.; Text online (PDF; 3,3 MB).

### Als Herausgeber
- Mit Tim Geiger und Hermann Wentker: Zwei plus vier: die internationale Gründungsgeschichte der Berliner Republik. Schriftenreihe der Vierteljahrshefte für Zeitgeschichte Bd. 123, De Gruyter Oldenbourg, Berlin 2021, ISBN 978-3-11-072790-6
- Mit Thomas Hertfelder, Ulrich Lappenküper: Erinnern an Demokratie in Deutschland: Demokratiegeschichte in Museen und Erinnerungsstätten der Bundesrepublik. Vandenhoeck & Ruprecht, Göttingen 2016, ISBN 978-3-525-30093-0.
- Profiteure des NS Systems? Deutsche Unternehmen und das „Dritte Reich“ (= Schriftenreihe der Stiftung Denkmal für die ermordeten Juden Europas, Bd. 3), Berlin 2006.
- Mit Constantin Goschler: „Arisierung“ und Restitution. Die Rückerstattung jüdischen Eigentums in Deutschland und Österreich nach 1945 und 1989, Wallstein Verlag, Göttingen 2002, ISBN 978-3-89244-495-4.

### Essays und Fachartikel
- Who is a victim of Nazism? West Germany and its approach to private participation in the Aryanization Policy during the Nazi Era, in: Wouter Veraart, Larens Winkel (Hrsg.): The Post-War Restitution of Property Rights in Europe, Comparative Perspektives, Amsterdam, 2011, S. 79–93.
- L´Allemagne de l´Ouest et la restitution des biens juifs en Europe, in: Constantin Goschler, Philipp Ther, Claire Andrieu (Hrsg.): Spoliations et restitutions des biens juifs, Europe XXe siècle, S. 158–186.
- Germany and Compensation for National Socialist Expropriation: The Restitution of Jewish Property by the Treasury, 1947–1964, in: Philipp Gassert, Alan Steinweis (Hrsg.): Coping with the Nazi Past. West German Debates on Nazism and Generational Conflict 1955–1975, Oxford and New York 2005.
- Westdeutschland und die Restitution jüdischen Eigentums in Europa, in: Constantin Goschler, Philipp Ther: Raub und Restitution. „Arisierung“ und Rückerstattung des jüdischen Eigentums in Europa, Frankfurt a. M. 2003, S. 92–107.
- Die Rückerstattung in Westdeutschland. Ein Kapitel deutscher Vergangenheitspolitik?, in: Hans Günter Hockerts: Nach der Verfolgung. Wiedergutmachung nationalsozialistischen Unrechts in Deutschland? (= Dachauer Symposien zur Zeitgeschichte, Bd. 2), Göttingen 2003, S. 61–77.
- Rechtsstaatlichkeit und Verfolgungserfahrung. „Arisierung“ und fiskalische Ausplünderung vor Gericht, in: Jürgen Lillteicher und Constantin Goschler (Hrsg.): „Arisierung“ und Restitution. Die Rückerstattung jüdischen Eigentums in Deutschland und Österreich nach 1945 und 1989, Göttingen 2002.

### Vorträge
- Grenzen der Restitution. Die Rückerstattung jüdischen Eigentums in Westdeutschland nach dem Zweiten Weltkrieg. Vortrag für die Tagung „Provenienzforschung für die Praxis. Recherche und Dokumentation von Provenienzen in Bibliotheken“ am 11. und 12. September in Weimar (online; PDF 58 kB).